# TNA Epics
Epics era um programa de televisão de wrestling profissional produzido pela Total Nonstop Action Wrestling, que ia ao ar antes do TNA Impact!, que foi transmitido nos Estados Unidos pela Spike e no Reino Unido pela Bravo. O programa era apresentado por Mick Foley e mostrou lutas e eventos da história da TNA, muito parecido com o WWE Vintage Collection. Em dezembro de 2009, Dixie Carter anunciou em uma entrevista que o Epics iria estrear na Spike em janeiro de 2010. A segunda temporada começou na quinta-feira, 14 de janeiro de 2010.

## História

### Começando na Bravo (2009)
TNA Epics foi ao ar no canal Bravo no Reino Unido antes de ser transmitido nos Estados Unidos. O show foi anunciado em 08 de maio de 2009, como uma oportunidade para os fãs do Reino Unido verem lutas clássicas da TNA e eventos pela primeira vez, desde que a TNA deixou de ser exibida no canal The Wrestling Channel.[carece de fontes?] Em 26 de junho de 2009, o TNA Epics na Bravo foi transferido os para sábados, o que significa que a TNA Epics seria exibido no Reino Unido após o TNA Impact!. Epics "desapareceu" da televisão no Reino Unido, quando em 11 de julho de 2009, um episódio que foi criado para apresentar "The Best of Jeff Hardy in TNA" foi retirado dos anúncios antes de ser exibido. O "estado" do show permaneceu desconhecido até que foi anunciado que iria ser cancelado em 2 de agosto de 2009, menos de três meses de seu início. No entanto, os episódios desenvolvidos foram exibidos na Alemanha, Áustria e Suíça. No entanto, a Bravo mostrou reexibições dos episódios do TNA Epics em um novo horário, antes da transmissão do TNA Impact!, e em 26 de setembro de 2009, o episódio "X-Division Insanity, Part 1" foi exibido.

### TNA Epics na Spike (2010)
Em 3 de dezembro de 2009, TNAWrestling.com postou uma entrevista em vídeo com a presidente da TNA, Dixie Carter. Ela anunciou que um "novo show", TNA Epics iria estrear na Spike. Mais tarde foi revelado que o show iria começar em 14 de janeiro de 2010, e que iria ser exibido uma quinta-feira por mês. Em 19 de fevereiro de 2010, foi anunciado que a edição de 18 de março do TNA Epics, com a X-Division foi retirado da programação da Spike. Mas, o show foi anunciado depois de ser transferido para segunda-feira antes da exibição do TNA Impact! em 15 de março. No entanto, o episódio mais uma vez mudou-se para a noite seguinte, terça-feira em 16 de março. Desde abril de 2010, o estado atual do programa é desconhecido e não há novos episódios não foram anunciados.

### TNA Epics no Extreme Sports Channel (2010)
Na sexta-feira em 19 de novembro de 2010, o TNA Epics começou ser exibido no Extreme Sports Channel no Reino Unido. Neste momento o Extreme Sports já exibia pay-per-view smensais da TNA e o programa semanal Xplosion. Epics começa a ser exibido duas vezes, no Extreme Sports Channel, antes e após o Xplosion. A temporada no Extreme terminou em 31 de dezembro de 2010, quando o contrato da TNA com o Extreme Sports terminou e toda a programação da TNA mudou-se para Challenge.

### Retorno sob outro nome
O show voltou com o nome, TNA Greatest Matches no Extreme no início de 2012. O show teve um layout diferente de Epics. Desde 31 de maio de 2012, TNA Greatest Matches vai ao ar na França na "MCS Extreme", um canal irmã da "Ma Chaine Sport", canal no qual o "TNA Impact" é exibido desde setembro de 2010.

## Lista de episódios

### Primeira temporada (2009)
| #  | Título                                                  | Exibição original      |
| -- | ------------------------------------------------------- | ---------------------- |
| 1  | Best of Six Sides of Steel                              | 15 de maio de 2009     |
| 2  | Best of the X-Division Championship Matches Vol. 1      | 22 de maio de 2009     |
| 3  | Best of Slammiversary                                   | 29 de maio de 2009     |
| 4  | King of the Mountain Ladder Matches                     | 5 de junho de 2009     |
| 5  | Knockouts                                               | 12 de junho de 2009    |
| 6  | The Hogan Controversy                                   | 19 de junho de 2009    |
| 7  | The Best of the World Heavyweight Title Matches, Part 1 | 27 de junho de 2009    |
| 8  | The Hardcore Wars, Part 1                               | 4 de julho de 2009     |
| 9  | The Best of Jeff Hardy in TNA                           | Cancelado              |
| 10 | X-Division Insanity, Part 1                             | 26 de setembro de 2009 |

### Segunda temporada (2010)
| # | Título                      | Exibição original       |
| - | --------------------------- | ----------------------- |
| 1 | Kurt Angle                  | 14 de janeiro de 2010   |
| 2 | Sting at Bound for Glory    | 11 de fevereiro de 2010 |
| 3 | X-Division Insanity, Part 2 | 16 de março de 2010     |
| 4 | The Best of Mick Foley      | 15 de abril de 2010     |

### TNA Greatest Matches (2012)
| # | Título              | Exibição original |
| - | ------------------- | ----------------- |
| 1 | Kurt Angle          | -                 |
| 2 | AJ Styles           | -                 |
| 3 | World title         | -                 |
| 4 | Sting               | -                 |
| 5 | Jeff Hardy          | -                 |
| 6 | Cage Matches        | -                 |
| 7 | RVD                 | -                 |
| 8 | Immortal Vs Fortune | -                 |